# U 1059
U 1059 war ein deutsches U-Boot vom Typ VII F, das während des Zweiten Weltkriegs im Rahmen des U-Boot-Krieges eingesetzt wurde.
U 1059 war als Versorgungsboot zur Unterstützung einer Unternehmung im Indischen Ozean vorgesehen und wurde bei diesem ersten Einsatz bereits auf der Anfahrt ins Operationsgebiet versenkt, schoss dabei aber noch eines der angreifenden Flugzeuge ab, in dem zwei Mann starben. 47 Mann der U-Boot-Besatzung starben und acht – unter ihnen der Kommandant Günter Leupold (1921–2001) – gerieten in Kriegsgefangenschaft.

## Technische Daten
Bis zum Sommer 1941 konnte die Versorgung der im Mittel- und Südatlantik operierenden U-Boote der Kriegsmarine durch Überwasserschiffe sichergestellt werden. Nach der Versenkung des Schlachtschiffs Bismarck gelang es den britischen Seestreitkräften, das deutsche Versorgungsnetz für U-Boote durch Vertreibung und Versenkung der Versorgungsschiffe zu zerstören. Die Kriegsmarine reagierte mit der Entwicklung und Realisierung von U-Booten, die zur Versorgung geeignet waren. Der Typ VII F basierte auf dem Typ D seiner Klasse, war aber deutlich größer. Neben zusätzlichem Laderaum – auch in Behältern auf dem Oberdeck – für Torpedos hatte ein VII F-Boot ein direkt hinter der Brücke angelegtes Deck zur Übergabe von Torpedos an andere U-Boote sowie größere Treiböl-Sattelzellen. Der Bauauftrag für vier VII F-Boote erging am 22. August 1941 an die Kieler Germaniawerft. Bereits vor dem Deutsch-britischen Flottenabkommen, also unter Geheimhaltung, war die Germaniawerft mit dem Bau von U-Booten beauftragt. Bis 1945 lieferte die Werft 130 U-Boote an die Kriegsmarine aus, davon vier vom Typ VII F. Ein U-Boot dieses Typs war 77,6 m lang und wurde von zwei Dieselmotoren mit je 1400 PS angetrieben. Unter Wasser ermöglichten zwei Elektromotoren mit je 375 PS eine Höchstgeschwindigkeit von 7,9 kn. Das Bootsabzeichen von U 1059 war ein rennender Hahn.

## Kommandanten
- Herbert Brüninghaus wurde am 11. Oktober 1910 in Siegen geboren, trat 1931 in die Reichsmarine ein und diente bis 1941 als Unteroffizier – zuletzt bei der 6. U-Flottille. Im Sommer 1941 schlug er die Offizierslaufbahn ein und kommandierte zunächst U 6, dann später U 148, Schulboote kleineren Typs, die zur Ausbildung in der Ostsee eingesetzt waren. Von Mai bis September 1943 kommandierte Brüninghaus U 1059, lief aber mit dem Boot zu keiner Unternehmung aus.
- Günter Leupold wurde am 11. Februar 1921 bei Graudenz geboren und trat 1938 in die Kriegsmarine ein. Bis Sommer 1943 diente er als Erster Wachoffizier auf U 355 und übernahm im selben Jahr im Anschluss an einen Kommandantenlehrgang das Kommando auf U 1059, das er bis zur Versenkung des Bootes innehatte.

## Einsatz und Geschichte
Die 5. U-Flottille, der U 1059 bis zu seiner Überstellung an die Frontflottille unterstellt war, befand sich in Kiel-Wik auf dem heutigen Gelände des Kieler Marinestützpunkts. Die Ausbildungsflottille war auch für die Ausrüstung der hier ausgebildeten U-Boote zur ersten Einsatzfahrt zuständig. Die letzte Befehlsausgabe an Offiziere, die von hier aus zur Feindfahrt aufbrachen, oblag also deren Flottillenchef Karl-Heinz Moehle. Günter Leupold sagte später während eines Verhörs in Kriegsgefangenschaft aus, er habe den Korvettenkapitän Moehle bei dieser Gelegenheit hinsichtlich der Anweisungen des Oberbefehlshabers der Kriegsmarine, Karl Dönitz, so verstanden, dass Überlebende eines versenkten Schiffes zu töten seien. Am 4. Februar 1944 lief U 1059 von Kiel zur ersten Unternehmung aus, die seine einzige bleiben sollte.

### Versorgungsboot für den Indischen Ozean
Am 10. Februar erreichte U 1059 Bergen und lief nach zweitägigem Aufenthalt wieder aus. Kommandant Leupold hatte 40 Torpedos an Bord genommen, die zur Versorgung der im Indischen Ozean operierenden U-Boote gedacht waren. Nahe der Kapverdischen Inseln war ein Rendezvous zur Treibstoffübernahme mit dem Versorgungs-U-Boot U 488 vorgesehen. Durch abgefangene und dechiffrierte Funksprüche erlangte die United States Navy Kenntnis von diesem beabsichtigten Treffen und ein Kampfverband um den amerikanischen Geleitträger Block Island machte sich von Casablanca aus dazu auf, die beiden deutschen U-Boote zu stellen, obwohl die britische Admiralität Angriffe auf solche Versorgungsunternehmungen aus Gründen der Geheimhaltung untersagt hatte.

### Versenkung
Die Kampfgruppe traf zunächst am 17. März auf U 801, das schwer beschädigt und von der Besatzung selbst versenkt wurde. Als kundschaftende Flugzeuge der Block Island – eine Avenger und eine Wildcat – zwei Tage später U 1059 fanden, war ein Teil der deutschen Besatzung gerade im Meer schwimmen. Während das Kampfflugzeug die Besatzung unter Beschuss nahm, gelang es dem Avenger-Torpedobomber, das U-Boot durch Wasserbombenabwurf zu versenken; beim zweiten Anflug wurde er jedoch vom Flakfeuer des U-Bootes schwer getroffen und stürzte ins Meer. Der Pilot und der Funker kamen dabei ums Leben, lediglich der Bordschütze Mark E. Fitzgerald konnte sich noch aus der sinkenden Maschine retten. Das glücklose U 1059 sank innerhalb von 90 Sekunden, nur einer der Überlebenden blieb unverletzt. Drei Deutsche, unter ihnen der Kommandant, wurden vom Rettungsfloß der abgestürzten Avenger aufgenommen. Insgesamt überlebten einschließlich Leupold acht Besatzungsmitglieder die Versenkung von U 1059 und den Krieg. Sie wurden ebenso wie Fitzgerald aus der Avenger nach etwa zwei Stunden vom Zerstörer Corry an Bord genommen und kamen so in Kriegsgefangenschaft.

### Nachspiel
Die Versenkung der beiden deutschen U-Boote U 801 und U 1059 innerhalb desselben Seegebietes durch ein und dieselbe US Task Force führte zu Unstimmigkeiten zwischen den alliierten Befehlshabern. Der Erste Seelord Cunningham warf dem Befehlshaber der US Navy, Admiral King, vor, durch diese Angriffe auf verabredete Treffen zwischen U-Booten der Kriegsmarine dem Kriegsgegner unnötig Hinweise auf die bereits erfolgte Entschlüsselung des deutschen Codes gegeben zu haben. Admiral King weigerte sich, dieser Argumentation zu folgen, und beschied dem Ersten Seelord, dass die Amerikaner nicht beabsichtigten, in dieser Hinsicht den britischen Wünschen zu entsprechen.

## Aussagen des Kommandanten in Kriegsgefangenschaft
Während der Verhöre im Kriegsgefangenenlager verdeutlichte der gegen die Nazis eingestellte Kommandant Günter Leupold sein Verständnis der Befehlslage der U-Bootwaffe zu dieser Zeit.

### „Keine Spuren hinterlassen“
Aus dem Gespräch mit seinem Flottillenchef Moehle habe er, so gab er gegenüber den verhörenden Offizieren an, vor seiner Feindfahrt entnommen, dass es bei einer Versenkung keine Überlebenden geben dürfe. Aus den Erläuterungen des Flottillenchefs Moehle sei ihm insbesondere hinsichtlich des Laconia-Befehls und des Rettungsschiff-Befehls deutlich geworden, gegnerische Besatzungen, auch wenn sie nach Versenkung ihres Schiffes in Seenot wären, seien zu ermorden. Den Alliierten wurde diese Auffassung durch Leupold zum ersten Mal bekannt.

### Kameradschaftliche Konsequenz
Günter Leupold wurde von den Angehörigen seines Offiziersjahrgangs aus der sogenannten Crew 38 ausgeschlossen. Im Jubiläumsband 25 Jahre Crew 38 seines Offiziersjahrgangs findet er dementsprechend keine Erwähnung. Die beiden Verfasser dieses Jubiläumsbandes galten als Dönitz-Verehrer. Leupolds Aussage kam weder im Nürnberger Prozess gegen die Hauptkriegsverbrecher zu Dönitz’ Lasten noch im Eck-Prozess zur Entlastung von Heinz-Wilhelm Eck zur Sprache.